# 道德主義謬誤
道德主義謬誤（moralistic fallacy），是一種非形式謬誤，大意是認為「好的就是自然的」，與自然主義謬誤相反。

## 示例
- 戰爭是有害的、悲慘的，因此它不是人類的本性。
- 通姦是不道德的，因此在一夫一妻制中對其他性伴侶的慾求不是自然而生的感覺。
- 對復仇的渴望是種有毒的心態，也會造成實質的悲劇，所以人一定不是生來就會想復仇的。

## 外部連結
- （英文）Moralistic Fallacy（页面存档备份，存于）